# Batman et Dracula : Pluie de sang
Batman & Dracula : Pluie de sang (Batman and Dracula: Red Rain) est un comics américain de Batman réalisé par Doug Moench et Kelley Jones. Il est le premier tome de la trilogie Batman & Dracula issu de la collection Elseworlds de chez DC Comics. Il sera suivi par L'Héritage de Dracula et La Brume pourpre des mêmes auteurs.

## Synopsis
Le Comte Dracula arrive à Gotham et compte bien faire de la vieille ville son nouveau terrain de chasse. Mais Batman veille sur sa cité et compte bien stopper son nouvel ennemi. Il sera aidé dans sa traque par Tanya et sa bande de vampires renégats, déterminés à exterminer le seigneur des vampires.
A l'issue de la bataille finale, Batman se fait mordre par Dracula et se transforme en vampire. Cependant il parvient à conserver sa morale et son humanité et assure à Alfred que bien qu'il soit mort en tant que Bruce Wayne, en tant que Batman il restera éternel à jamais.

## Personnages
- Batman
- Comte Dracula
- Alfred Pennyworth
- James Gordon

## Éditions
- 1991 : Batman & Dracula : Red Rain (DC Comics)
- 2008 (10 juillet) : Batman & Dracula : Pluie de sang : Panini Comics, collection Dark Side (première édition française)
- 2016 : Batman Vampire : Urban Comics, collection DC Deluxe (Intégrale regroupant les 3 opus : Batman and Dracula: Red Rain ; Batman: Bloodstorm ; Batman: Crimson Mist)